# Universal Monsters

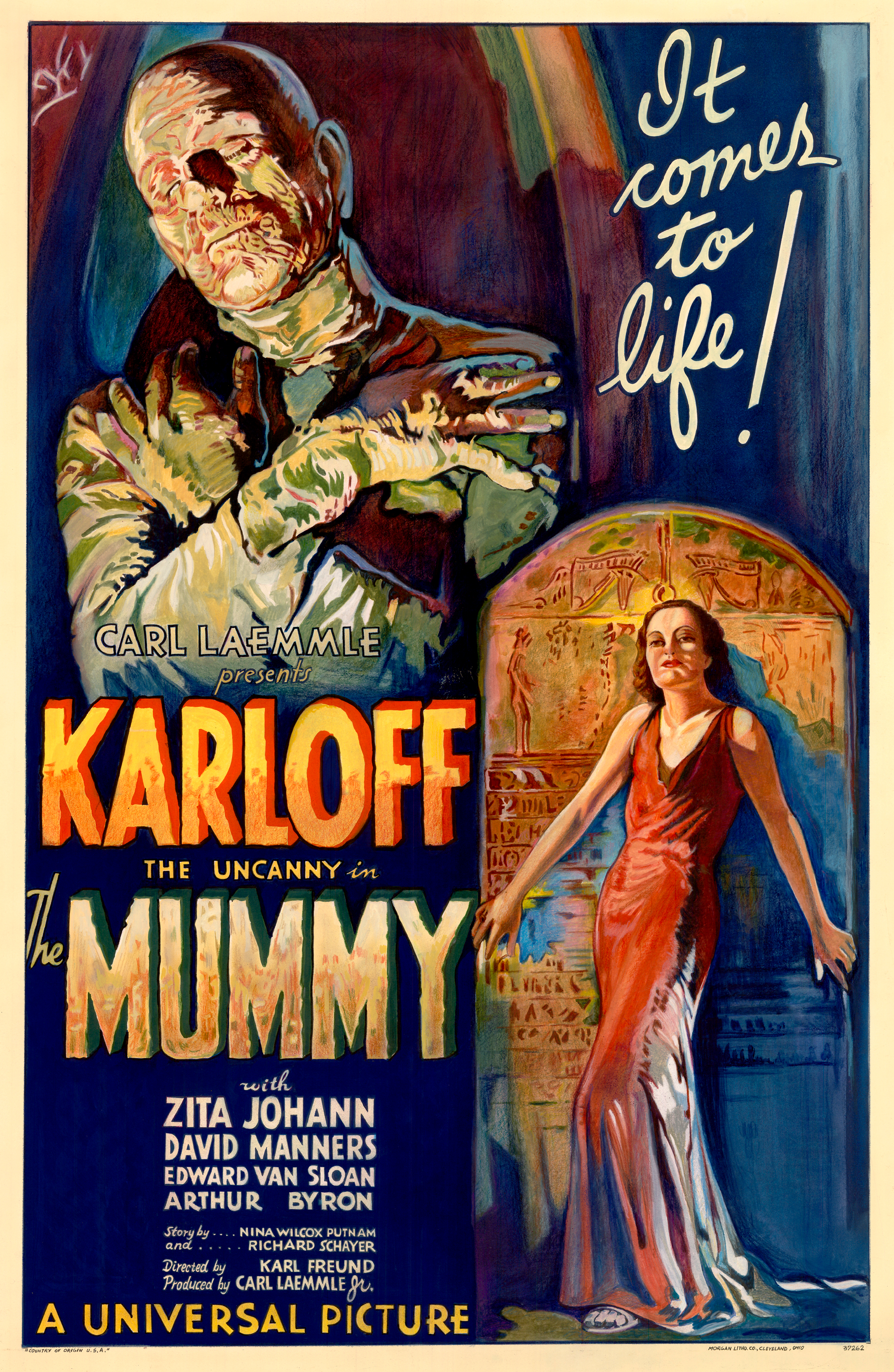
Filmposter voor The Mummy

Universal Monsters of Universal Horror is een reeks horror-, thriller- en sciencefictionfilms die tussen 1923 en 1960 door de Amerikaanse filmstudio Universal Studios gemaakt zijn. De reeks begon in 1923 met de kaskraker The Hunchback of Notre Dame en werd gevolgd door andere bestsellers, zoals The Phantom of the Opera, Dracula, Frankenstein, The Mummy, The Invisible Man, Bride of Frankenstein, Werewolf of London, Son of Frankenstein, The Wolf Man en Creature from the Black Lagoon.